# 劉崇龜
刘崇龟（9世纪—895年），字子长，唐朝滑州胙城县人。
刘崇龟咸通六年（865年）进士擢第，任起居舍人，乾符二年（875年）十一月，以起居郎刘崇龟为礼部员外郎。官至兵部员外郎、史馆修撰，为母丁忧免官。广明元年（880年）春，郑从谠罢相，镇太原，奏刘崇龟为度支判官，检校吏部郎中、御史中丞，赐金紫。同时以前司勋员外郎、史馆修撰赵崇为观察判官，刘崇龟的四弟劉崇魯为推官，前左拾遗李渥为掌书记，前长安尉崔泽为支使。中和三年（883年）刘崇龟入朝，为兵部郎中，拜给事中。大顺年间，转任左散骑常侍、集贤殿学士、判院事，改任户部侍郎，检校户部尚书。大顺元年（890年）出为广州刺史、清海军节度使、岭南东道观察处置等使，赠司空。
乾宁元年（894年），劉知謙卒，其子刘隐为嗣，刘崇龟表刘隐为封州刺史。乾宁二年（895年），王行瑜之败，崔昭纬贬官，刘崇鲁坐贬崖州司户。刘崇龟听说後，数日不食，对人说：“吾家兄弟进身有素，未尝以声利败名。吾门不幸，生此等儿。”
广州有大商人，约一个妓女夜晚相会，盗贼杀了妓女，丢下刀逃去。商人进入妓女家，踩到血才发现，于是乘船逃走。吏员追踪捉获商人，得到约会妓女的证据没有杀他而不杀也。刘崇龟方犒赏军中，召集厨师，太阳落山才解散。暗中用凶器刀换了一把杂乱的放在那里。第二天早上朝，厨师们到厨房取刀，一人没有走，说：“这不是我的刀。”问他，得知主人的名字。前去调查，已经逃亡。刘崇龟以其他死囚处决，说是那个商人，陈尸市中。逃亡的厨师回来，被捕后就供认了。姻亲旧友用钱财贿赂刘崇龟，刘崇龟不理睬，只是写《荔支图》给他。但不能防范家人，乾宁二年（895年）刘崇龟在广州任上去世后，家人有出卖珠翠羽的，于是刘崇龟名声受损。

## 家庭

### 五世祖
- 刘奇，天官侍郎[2]

### 高祖
- 刘慎知，获嘉令[2]

### 曾祖
- 刘褧，東阿令[2]

### 祖父
- 刘藻，祕書郎[2]

### 父亲
- 刘符，蔡州刺史[2]

### 兄弟姐妹
- 刘崇望，唐昭宗宰相

### 夫人
- 陇西李氏，湖南观察使李庾之女[1]

#### 子女
- 刘循，后唐御史台主簿[1]
- 刘内闲（872年-924年），唐给事中琅琊王损妻[1]